# Potenza Sport Club 1960-1961
Questa voce raccoglie le informazioni riguardanti il Potenza Sport Club nelle competizioni ufficiali della stagione 1960-1961.

## Stagione
In questa stagione la società, rinforzando una rosa che si era già mostrata competitiva nella stagione precedente e confermando Ulisse Giunchi in panchina, raggiunge l'obiettivo stagionale della promozione in Serie C, vincendo per la prima volta nella sua storia una competizione interregionale, ovvero il campionato di Serie D. Questo campionato fu il primo in cui la compagine lucana si trovò a competere per la promozione con una squadra campana (succederà ad esempio nel campionato 1974-1975 con la Juventus Stabia e nel 2017-2018 con la Cavese), ovvero la Casertana, che contenderà il primato in classifica al Potenza fino alla trentesima giornata, in cui perderà lo scontro diretto e definitivamente il primo posto. Il Potenza concluderà il campionato totalizzando 17 vittorie su altrettanti incontri casalinghi e risulterà essere, al termine della stagione, la squadra con il maggior numero di punti, la miglior differenza reti, la miglior difesa (a pari merito con il Portocivitanovese) e la miglior media inglese tra le 6 squadre vincitrici dei gironi della Serie D 1960-1961.
Questa annata pose le basi per il periodo migliore della storia del Potenza, che vedrà la società centrare negli anni seguenti la vittoria del campionato di Serie C e culminerà con la disputa di 5 campionati di Serie B consecutivi.

## Divise
All'inizio della stagione la società abbandona la denominazione di Sport Club Monticchio Potenza per passare a quella di Potenza Sport Club, data la scarsa utilità della sponsorizzazione, in vigore sin dalla stagione 1949-1950, che aveva imposto il cambio di nome alla società.
La divisa principale di gioco in questo campionato è la tradizionale casacca a strisce verticali rosse e blu, con pantaloncini bianchi.
| Casa |

## Organigramma Societario
Di seguito sono riportati i membri dello staff del Potenza Calcio nella stagione 1960-1961.
Area direttiva
- Presidente: Francesco Petrullo
- Membri del consiglio direttivo: Antonio Andretta, Giovanni Beneventi, Nino Ferri, Sandro Geraldi, Rocco Labella, Giuseppe Lichinchi, Claudio Merenda, Egidio Sarli, Michele Tolla, Franco Vinci, Mario Pedio

Staff tecnico
- Allenatore: Ulisse Giunchi

## Rosa
Di seguito è riportata la rosa del Potenza Sport Club nella stagione 1960-1961.
| N. |                   | Ruolo | Calciatore           |
| -- | ----------------- | ----- | -------------------- |
|    | Italia (bandiera) | P     | Lonzi                |
|    | Italia (bandiera) | P     | Luciano Masiero      |
|    | Italia (bandiera) | D     | Mascella             |
|    | Italia (bandiera) | D     | Giuseppe Mascia      |
|    | Italia (bandiera) | D     | Massimiliano Santoni |
|    | Italia (bandiera) | D     | Santucci             |
|    | Italia (bandiera) | D     | Tozzo                |
|    | Italia (bandiera) | C     | Pietro Camozzi       |
|    | Italia (bandiera) | C     | Angelo Frigo         |

| N. |                   | Ruolo | Calciatore        |
| -- | ----------------- | ----- | ----------------- |
|    | Italia (bandiera) | C     | Antonio Lenuzza   |
|    | Italia (bandiera) | C     | Luigi Masperi     |
|    | Italia (bandiera) | C     | Andrea Nesti      |
|    | Italia (bandiera) | C     | Sergio Quaiattini |
|    | Italia (bandiera) | A     | Vico Campagnoli   |
|    | Italia (bandiera) | A     | Vincenzo Ferrulli |
|    | Italia (bandiera) | A     | Vincenzo Rosito   |
|    | Italia (bandiera) | A     | Zanetti           |

## Calciomercato

### Sessione estiva[7]
| Acquisti | Acquisti             | Acquisti    | Acquisti      |
| R.       | Nome                 | da          | Modalità      |
| -------- | -------------------- | ----------- | ------------- |
| P        | Luciano Masiero      | Toma Maglie | definitivo    |
| D        | Massimiliano Santoni | Arezzo      | definitivo    |
| C        | Angelo Frigo         | Marsala     | definitivo    |
| A        | Vincenzo Ferrulli    | Reggina     | definitivo    |
| A        | Vincenzo Rosito      | Pistoiese   | fine prestito |
| A        | Vico Campagnoli      | Livorno     | definitivo    |

## Risultati

### Serie D

#### Girone d'andata
| Potenza 25 settembre 1960 1ª giornata                                             | Potenza   | 3 – 1      | Alba Napoli | Stadio Alfredo Viviani |
| \| \| \| \| \| Camozzi 40’ Campagnoli 68’ Frigo 90’ \| Marcatori \| 81’ Maggio \| |           |            |             |                        |
|                                                                                   |           |            |             |                        |
| Camozzi 40’ Campagnoli 68’ Frigo 90’                                              | Marcatori | 81’ Maggio |             |                        |

| 2 ottobre 1960 2ª giornata                                 | Mazara    | 0 – 2                    | Potenza |  |
| \| \| \| \| \| \| Marcatori \| 26’ Zanetti 62’ Ferrulli \| |           |                          |         |  |
|                                                            |           |                          |         |  |
|                                                            | Marcatori | 26’ Zanetti 62’ Ferrulli |         |  |

| Potenza 9 ottobre 1960 3ª giornata                                   | Potenza   | 2 – 1     | Juventus Stabia | Stadio Alfredo Viviani |
| \| \| \| \| \| Campagnoli 13’ Frigo 47’ \| Marcatori \| 60’ Forte \| |           |           |                 |                        |
|                                                                      |           |           |                 |                        |
| Campagnoli 13’ Frigo 47’                                             | Marcatori | 60’ Forte |                 |                        |

| 16 ottobre 1960 4ª giornata                                                        | Ischia-Bagnolese | 3 – 1        | Potenza |  |
| \| \| \| \| \| Di Meglio 22’ Barile 34’ Milani 78’ \| Marcatori \| 18’ Ferrulli \| |                  |              |         |  |
|                                                                                    |                  |              |         |  |
| Di Meglio 22’ Barile 34’ Milani 78’                                                | Marcatori        | 18’ Ferrulli |         |  |

| Potenza 23 ottobre 1960 5ª giornata                           | Potenza   | 3 – 0 | Nola | Stadio Alfredo Viviani |
| \| \| \| \| \| Rosito 35’, 53’ Camozzi 66’ \| Marcatori \| \| |           |       |      |                        |
|                                                               |           |       |      |                        |
| Rosito 35’, 53’ Camozzi 66’                                   | Marcatori |       |      |                        |

| 30 ottobre 1960 6ª giornata                                         | Gladiator | 1 – 1       | Potenza |  |
| \| \| \| \| \| Di Giovannantonio 20’ \| Marcatori \| 49’ Santoni \| |           |             |         |  |
|                                                                     |           |             |         |  |
| Di Giovannantonio 20’                                               | Marcatori | 49’ Santoni |         |  |

| Potenza 13 novembre 1960 7ª giornata                                      | Potenza   | 2 – 1        | Igea Virtus | Stadio Alfredo Viviani |
| \| \| \| \| \| Camozzi 53’ Campagnoli 74’ \| Marcatori \| 35’ De Maria \| |           |              |             |                        |
|                                                                           |           |              |             |                        |
| Camozzi 53’ Campagnoli 74’                                                | Marcatori | 35’ De Maria |             |                        |

| 20 novembre 1960 8ª giornata                              | Enna      | 0 – 2                   | Potenza |  |
| \| \| \| \| \| \| Marcatori \| 12’ Rosito 69’ Ferrulli \| |           |                         |         |  |
|                                                           |           |                         |         |  |
|                                                           | Marcatori | 12’ Rosito 69’ Ferrulli |         |  |

| 27 novembre 1960 9ª giornata                                               | Campobasso | 2 – 2                   | Potenza |  |
| \| \| \| \| \| Bellomo 49’, 73’ \| Marcatori \| 9’ Camozzi 41’ Ferrulli \| |            |                         |         |  |
|                                                                            |            |                         |         |  |
| Bellomo 49’, 73’                                                           | Marcatori  | 9’ Camozzi 41’ Ferrulli |         |  |

| Potenza 4 dicembre 1960 10ª giornata                                     | Potenza   | 2 – 0 | Acquapozzillo | Stadio Alfredo Viviani |
| \| \| \| \| \| Campagnoli 16’ Giuffrida 87’ (autogol) \| Marcatori \| \| |           |       |               |                        |
|                                                                          |           |       |               |                        |
| Campagnoli 16’ Giuffrida 87’ (autogol)                                   | Marcatori |       |               |                        |

| Potenza 11 dicembre 1960 11ª giornata        | Bagheria  | 0 – 1      | Potenza |  |
| \| \| \| \| \| \| Marcatori \| 86’ Rosito \| |           |            |         |  |
|                                              |           |            |         |  |
|                                              | Marcatori | 86’ Rosito |         |  |

| Potenza 18 dicembre 1960 12ª giornata                                | Potenza   | 3 – 0 | Ragusa | Stadio Alfredo Viviani |
| \| \| \| \| \| Ferrulli 4’ Camozzi 10’ Rosito 15’ \| Marcatori \| \| |           |       |        |                        |
|                                                                      |           |       |        |                        |
| Ferrulli 4’ Camozzi 10’ Rosito 15’                                   | Marcatori |       |        |                        |

| 25 dicembre 1960 13ª giornata | Juventina Locri | 0 – 0 | Potenza |  |

| Potenza 1 gennaio 1961 14ª giornata                                  | Potenza   | 2 – 1      | Casertana | Stadio Alfredo Viviani |
| \| \| \| \| \| Zanetti 21’ Camozzi 39’ \| Marcatori \| 66’ Traini \| |           |            |           |                        |
|                                                                      |           |            |           |                        |
| Zanetti 21’ Camozzi 39’                                              | Marcatori | 66’ Traini |           |                        |

| 8 gennaio 1961 15ª giornata                      | Caltagirone | 1 – 0 | Potenza |  |
| \| \| \| \| \| Caldarella 18’ \| Marcatori \| \| |             |       |         |  |
|                                                  |             |       |         |  |
| Caldarella 18’                                   | Marcatori   |       |         |  |

| 22 gennaio 1961 17ª giornata                                 | Scafatese | 0 – 2                      | Potenza |  |
| \| \| \| \| \| \| Marcatori \| 36’ Zanetti 77’ Campagnoli \| |           |                            |         |  |
|                                                              |           |                            |         |  |
|                                                              | Marcatori | 36’ Zanetti 77’ Campagnoli |         |  |

| Potenza 2 febbraio 1961 16ª giornata                                                        | Potenza   | 4 – 1           | Morrone Cosenza | Stadio Alfredo Viviani |
| \| \| \| \| \| Camozzi 14’, 51’ Ferrulli 54’ Zanetti 81’ \| Marcatori \| 58’ (rig.) Sità \| |           |                 |                 |                        |
|                                                                                             |           |                 |                 |                        |
| Camozzi 14’, 51’ Ferrulli 54’ Zanetti 81’                                                   | Marcatori | 58’ (rig.) Sità |                 |                        |

#### Girone di ritorno
| 5 febbraio 1961 18ª giornata                     | Alba Napoli | 0 – 1          | Potenza |  |
| \| \| \| \| \| \| Marcatori \| Campagnoli 75’ \| |             |                |         |  |
|                                                  |             |                |         |  |
|                                                  | Marcatori   | Campagnoli 75’ |         |  |

| Potenza 12 febbraio 1961 19ª giornata         | Potenza   | 1 – 0 | Mazara | Stadio Alfredo Viviani |
| \| \| \| \| \| Camozzi 21’ \| Marcatori \| \| |           |       |        |                        |
|                                               |           |       |        |                        |
| Camozzi 21’                                   | Marcatori |       |        |                        |

| 19 febbraio 1961 20ª giornata                                       | Juventus Stabia | 1 – 2                  | Potenza |  |
| \| \| \| \| \| Diogene 9’ \| Marcatori \| Rosito 27’ Camozzi 47’ \| |                 |                        |         |  |
|                                                                     |                 |                        |         |  |
| Diogene 9’                                                          | Marcatori       | Rosito 27’ Camozzi 47’ |         |  |

| Potenza 26 febbraio 1961 21ª giornata              | Potenza   | 2 – 0 | Ischia-Bagnolese | Stadio Alfredo Viviani |
| \| \| \| \| \| Lenuzza 66’, 90’ \| Marcatori \| \| |           |       |                  |                        |
|                                                    |           |       |                  |                        |
| Lenuzza 66’, 90’                                   | Marcatori |       |                  |                        |

| 5 marzo 1961 22ª giornata | Nola | 0 – 0 | Potenza |  |

| Potenza 12 marzo 1961 23ª giornata                             | Potenza   | 3 – 0 | Gladiator | Stadio Alfredo Viviani |
| \| \| \| \| \| Camozzi 25’, 82’ Lenuzza 52’ \| Marcatori \| \| |           |       |           |                        |
|                                                                |           |       |           |                        |
| Camozzi 25’, 82’ Lenuzza 52’                                   | Marcatori |       |           |                        |

| 19 marzo 1961 24ª giornata                                             | Igea Virtus | 1 – 1          | Potenza |  |
| \| \| \| \| \| Mascia 70’ (autogoal) \| Marcatori \| 67’ Campagnoli \| |             |                |         |  |
|                                                                        |             |                |         |  |
| Mascia 70’ (autogoal)                                                  | Marcatori   | 67’ Campagnoli |         |  |

| Potenza 26 marzo 1961 25ª giornata                                          | Potenza   | 3 – 0 | Enna | Stadio Alfredo Viviani |
| \| \| \| \| \| Quaiattini 50’ Campagnoli 56’ Camozzi 70’ \| Marcatori \| \| |           |       |      |                        |
|                                                                             |           |       |      |                        |
| Quaiattini 50’ Campagnoli 56’ Camozzi 70’                                   | Marcatori |       |      |                        |

| Potenza 2 aprile 1961 26ª giornata                       | Potenza   | 2 – 0 | Campobasso | Stadio Alfredo Viviani |
| \| \| \| \| \| Camozzi 46’ Rosito 71’ \| Marcatori \| \| |           |       |            |                        |
|                                                          |           |       |            |                        |
| Camozzi 46’ Rosito 71’                                   | Marcatori |       |            |                        |

| 9 aprile 1961 27ª giornata | Acquapozzillo | 0 – 0 | Potenza |  |

| Potenza 16 aprile 1961 28ª giornata                                                    | Potenza   | 5 – 1     | Bagheria | Stadio Alfredo Viviani |
| \| \| \| \| \| Nesti 5’, 50’, 78’ Camozzi 35’ Zanetti 74’ \| Marcatori \| 63’ Costa \| |           |           |          |                        |
|                                                                                        |           |           |          |                        |
| Nesti 5’, 50’, 78’ Camozzi 35’ Zanetti 74’                                             | Marcatori | 63’ Costa |          |                        |

| 23 aprile 1961 29ª giornata | Ragusa | 0 – 0 | Potenza |  |

| Potenza 7 maggio 1961 30ª giornata                           | Potenza   | 2 – 0 | Juventina Locri | Stadio Alfredo Viviani |
| \| \| \| \| \| Lenuzza 16’ Campagnoli 36’ \| Marcatori \| \| |           |       |                 |                        |
|                                                              |           |       |                 |                        |
| Lenuzza 16’ Campagnoli 36’                                   | Marcatori |       |                 |                        |

| 14 maggio 1961 31ª giornata                           | Casertana | 0 – 1               | Potenza |  |
| \| \| \| \| \| \| Marcatori \| 36’ (rig.) Ferrulli \| |           |                     |         |  |
|                                                       |           |                     |         |  |
|                                                       | Marcatori | 36’ (rig.) Ferrulli |         |  |

| Potenza 21 maggio 1961 32ª giornata                             | Potenza   | 3 – 0 | Caltagirone | Stadio Alfredo Viviani |
| \| \| \| \| \| Lenuzza 31’ Ferrulli 49’, 76’ \| Marcatori \| \| |           |       |             |                        |
|                                                                 |           |       |             |                        |
| Lenuzza 31’ Ferrulli 49’, 76’                                   | Marcatori |       |             |                        |

| 28 maggio 1961 33ª giornata                                    | Morrone Cosenza | 1 – 1        | Potenza |  |
| \| \| \| \| \| Maurantonio 86’ \| Marcatori \| 16’ Ferrulli \| |                 |              |         |  |
|                                                                |                 |              |         |  |
| Maurantonio 86’                                                | Marcatori       | 16’ Ferrulli |         |  |

| Potenza 4 giugno 1961 34ª giornata                       | Potenza   | 2 – 0 | Scafatese | Stadio Alfredo Viviani |
| \| \| \| \| \| Rosito 20’ Zanetti 39’ \| Marcatori \| \| |           |       |           |                        |
|                                                          |           |       |           |                        |
| Rosito 20’ Zanetti 39’                                   | Marcatori |       |           |                        |

## Statistiche

### Statistiche di squadra
| Competizione | P.ti | In casa | In casa | In casa | In casa | In casa | In casa | In trasferta | In trasferta | In trasferta | In trasferta | In trasferta | In trasferta | Totale | Totale | Totale | Totale | Totale | Totale | D.R. |
| Competizione | P.ti | G       | V       | N       | P       | Gf      | Gs      | G            | V            | N            | P            | Gf           | Gs           | G      | V      | N      | P      | Gf     | Gs     | D.R. |
| ------------ | ---- | ------- | ------- | ------- | ------- | ------- | ------- | ------------ | ------------ | ------------ | ------------ | ------------ | ------------ | ------ | ------ | ------ | ------ | ------ | ------ | ---- |
| Serie D      | 56   | 17      | 17      | 0       | 0       | 44      | 6       | 17           | 7            | 8            | 2            | 17           | 10           | 34     | 24     | 8      | 2      | 61     | 16     | +45  |
| Totale       | 56   | 17      | 17      | 0       | 0       | 44      | 6       | 17           | 7            | 8            | 2            | 17           | 10           | 34     | 24     | 8      | 2      | 61     | 16     | +45  |